# 닉 스탈
닉 스탈(Nick Stahl, 1979년 12월 5일 ~ )은 미국의 배우이다.

## 실종
로스앤젤레스의 범죄 다발 지역으로 유명한 스키드로에 자주 가는 것으로 확인되어, 어떠한 트러블에 휘말린 가능성이 높다고 보고 있었다. 5월 10일 부인이 실종 신고를 하였으나,
나중에 재활원에 입원한 것으로 보고되었다. 2012년 12월 27일, 음란한 행위를 한 혐의로 캘리포니아 할리우드의 성인 영화 매장에서 체포되었다. 증거 불충분으로 기소가 되지 않았다. 2013년 6월 28일, 스타일은 필로폰 소지 혐의로 할리우드에서 체포되었다.
스탈은 댈러스 코믹쇼에서 가진 2017년 인터뷰에서 자신이 텍사스로 이주해 가족과 음주단속에 전념하기 위해 연기 활동을 쉬고 있지만 나중에 공연에 복귀할 계획이라고 밝혔다.

## 출연 작품
- 터미네이터3
- 인 더 베드룸
- 388 아레타 에비뉴
- 아프간 솔져스
- 마이 원 앤 온리
- 세인트 세이야: 더 비기닝 - 카시오스 역